# Mannen som köpte sitt liv
Mannen som köpte sitt liv (italienska: Pasqualino Settebellezze) är en italiensk dramakomedi från 1975 i regi av Lina Wertmüller.
Filmen var Italiens bidrag till Oscar för bästa internationella långfilm 1977.

## Handling
Pasqualino tar till alla knep han kan för att överleva. Sedan han dödat en hallick som förfört hans syster spelar han vansinnig och hamnar på sinnessjukhus. När andra världskriget bryter ut anmäler han sig som frivillig men deserterar och hamnar i koncentrationsläger. Pasqualino förnedrar sig inför lägerchefen Hilde, utför alla order och överlever ännu en gång. Efter  kriget gifter han sig och fortsätter sin kamp för att överleva.

## Rollista i urval
- Giancarlo Giannini - Pasqualino Frafuso, "Settebellezze"
- Fernando Rey - Pedro
- Shirley Stoler - Hilde
- Elena Fiore - Concetta Frafuso
- Piero Di Iorio - Francesco
- Ermelinda De Felice - Pasqualinos mor
- Francesca Marciano - Carolina
- Lucio Amelio - advokaten